# Harvey Alter
Harvey James Alter (ur. 12 września 1935 w Nowym Jorku) – amerykański wirusolog, laureat Nagrody Nobla w dziedzinie fizjologii i medycyny w 2020 roku.

## Życiorys
Jest absolwentem wydziału medycyny University of Rochester, zaś praktyki odbył w szpitalu uniwersyteckim University of Washington w Stanach Zjednoczonych. Pracował również na Uniwersytecie Georgetown. Od 1969 jest zatrudniony w amerykańskim Narodowym Instytucie Zdrowia.
5 października 2020 został ogłoszony wraz z Michaelem Houghtonem i Charlesem M. Rice’em laureatem Nagrody Nobla w dziedzinie fizjologii lub medycyny „za odkrycie wirusa zapalenia wątroby typu C”.